# الأجهر (مسلسل)
الأجهر مسلسل تلفزيوني مصري عُرض في عام 2023 على إم بي سي مصر ومنصة شاهد، المسلسل من إخراج ياسر سامي، وبطولة عمرو سعد، درة زروق، سيد رجب، محمود قابيل، ناهد السباعي، سارة سلامة ومحمد التاجي.

## قصة المسلسل
يُتهم يوسف ظلمًا بقتل والدته، وبعد هروبه تتشابك حياته مع حياة الصائغ سعداوي، الذي يساعده أن يغيير هويته ويصبح مصطفى الأجهر، لكن الأخير لا يتوقف عن البحث عن إخوته والسعي لمعرفة قاتل والدته وكشف الغموض المحيط بماضيه.

## طاقم التمثيل
- عمرو سعد: (مصطفى الأجهر/يوسف)
- درة: (نهلة)
- سيد رجب: (سعداوي)
- خالد زكي: (ادهم الحوت)
- محمود قابيل: (شريف منصور)
- ناهد السباعي: (جميلة)
- سارة سلامة: (نولة الليني)
- أحمد صفوت: (ميدا)
- أحمد مجدي: (باهي شريف منصور)
- نور النبوي: (عماد)
- أنوشكا: (بهيرة)
- عارفة عبد الرسول: (حسنة)
- مصطفى أبو سريع: (هاشم)
- عمرو عبد الجليل: (عصران)
- محمد جمعة: (شتا)
- صابرينا: (هايدي شريف منصور)
- ندى بهجت
- حسني شتا

## فريق العمل
- إخراج: ياسر سامي
- تأليف: محمد فوزي، أحمد حلبة، أحمد بكر
- إنتاج: صادق الصباح